# Luis Miranda Nava
Luis Enrique Miranda Nava (Jocotitlán, Estado de México; 4 de febrero de 1965) es un político mexicano, miembro del Partido Revolucionario Institucional. Fue secretario de Desarrollo Social durante el gobierno del presidente Enrique Peña Nieto entre 2016 y 2018. Su designación fue objetada por distintos investigadores y organizaciones de la sociedad civil.
Anteriormente, fue subsecretario de la Secretaría de Gobernación de 2012 a 2016 y secretario general del Gobierno del Estado de México de 2009 a 2011.

## Biografía
Luis Miranda Nava es abogado egresado de la Universidad Isidro Fabela. Es hijo de Luis Miranda Cardoso, presidente del Tribunal Superior de Justicia del Estado de México. Inició su actividad política en la administración encabezada por el gobernador Arturo Montiel Rojas, donde ocupó los cargos de director jurídico, subsecretario de Asuntos Jurídicos y finalmente secretario de Administración y Finanzas.
Postulado candidato del PRI y del PVEM a presidente municipal de Toluca en las elecciones de 2006, fue  derrotado por el candidato del PAN, Juan Rodolfo Sánchez Gómez; tras lo cual fue nombrado subsecretario de gobierno del estado por el gobernador Enrique Peña Nieto, y ascendió a la titularidad de dicha secretaria a la renuncia de Humberto Benítez Treviño, permaneciendo en el cargo hasta el fin de la administración de Peña Nieto.
Tras la elección de Enrique Peña Nieto como presidente de México en 2012 fue nombrado vicecoordinador político del equipo de Transición y el 4 de diciembre del mismo año asumió como subsecretario de gobierno de la Secretaría de Gobernación.
El 7 de septiembre de 2016 fue nombrado secretario de Desarrollo Social en sustitución de José Antonio Meade Kuribreña.
Luis Miranda Nava es considerado como un muy cercano amigo del presidente Enrique Peña Nieto.

## Polémicas

### Objeciones por su designación como secretario
El nombramiento de Luis Enrique Miranda como secretario de Desarrollo Social fue criticado. Diputados del Partido Acción Nacional (PAN) y el Partido de la Revolución Democrática (PRD) y representantes del Movimiento de Regeneración Nacional (Morena) dieron opiniones negativas, indicando entre otras objeciones, su amistad con el presidente Peña Nieto y que presuntamente Miranda podría hacer uso de fondos sociales para beneficiar a su partido en las Elecciones estatales del Estado de México de 2017. El PRI y el Partido Verde Ecologista de México (PVEM), por su parte, celebraron la designación de Miranda.

### Respuesta a diputada Araceli Damián
El 23 de septiembre de 2016, en una comparecencia en la Cámara de Diputados de México, ante cuestionamientos de la diputada Araceli Damián sobre índices de pobreza en México, el secretario Miranda le reviró que "se tiene que poner a estudiar, porque no tiene claros los conceptos. Lo que usted llama pobreza alimentaria, no es pobreza alimentaria". Damián insistió en que sus cuestionamientos y cifras eran correctos, por lo que Miranda le contestó:

Me falta estudiar, desgraciadamente no estudié psiquiatría para entenderla a usted.
Luis Enrique Miranda Nava

La respuesta fue criticada por la misma Damián y diversos legisladores la secundaron, pidiéndole a Miranda que realizara una disculpa a Damián, la cual realizó el secretario más tarde y comentó que no había sido intención suya ofender a la legisladora.